# Kiút
A Kiút (eredeti cím: From) 2022-ben indult amerikai televíziós sci-fi horrorsorozat, amelyet John Griffin alkotott meg. A főbb szerepekben Harold Perrineau, Catalina Sandino Moreno, Eion Bailey, David Alpay, Elizabeth Saunders, Scott McCord és Ricky He látható.
Az első évadot 2022. február 20-án tűzte műsorra az Epix. A sorozat elismeréseket kapott, főként a sztorit, a rendezést és a színészi játékot (különösen Perrineau alakítását) dicsérték a kritikusok. 2022 áprilisában a sorozatot megújították egy második évaddal, amelyet 2023. április 23-án mutattak be az immár MGM+ néven futó csatornán. 2023 júniusában egy harmadik évadra is megújították a sorozatot, ennek premierje 2024. szeptember 22-én volt.
A sorozat Magyarországon a HBO Max streamingszolgáltatók kínálatában látható.

## Összefoglaló
A sorozat az Egyesült Államok egy rémálomszerű városában játszódik, amely csapdába ejti az oda belépőket. A városban élő lakosok igyekeznek életben maradni, mert a környező erdő rémisztő lényei éjszakánként kísértik őket. Rejtett titkok után kutatnak abban a reményben, hogy megtalálják a kiutat.
A sorozat középpontjában Boyd Stevens (Perrineau), az önjelölt seriff és polgármester áll. További fontos szerep hárul a Matthews családra, a város újonnan érkezett lakóira, akik hamarosan rájönnek, hogy csapdába estek a többi lakóval együtt. A helyiekkel azon kell dolgozniuk, hogy életben maradjanak és megtalálják a menekülési módot.

## Szereplők

### Főszereplő
| Szerep            | Színész                 | Magyar hang                                  | Évadok   | Évadok       | Évadok       |
| Szerep            | Színész                 | Magyar hang                                  | 1. évad  | 2. évad      | 3. évad      |
| ----------------- | ----------------------- | -------------------------------------------- | -------- | ------------ | ------------ |
| Boyd Stevens      | Harold Perrineau        | Kálid Artúr                                  | Főszerep | Főszerep     | Főszerep     |
| Tabitha Matthews  | Catalina Sandino Moreno | Kelemen Kata                                 | Főszerep | Főszerep     | Főszerep     |
| Jim Matthews      | Eion Bailey             | Patkós Márton                                | Főszerep | Főszerep     | Főszerep     |
| Jade Herrera      | David Alpay             | Ódor Kristóf                                 | Főszerep | Főszerep     | Főszerep     |
| Donna Raines      | Elizabeth Saunders      | Horváth Zsuzsa                               | Főszerep | Főszerep     | Főszerep     |
| Rudra Khatri atya | Shaun Majumder          | Lux Ádám                                     | Főszerep | Vendégszerep | Vendégszerep |
| Victor Kavanaugh  | Scott McCord            | Bardóczy Attila                              | Főszerep | Főszerep     | Főszerep     |
| Kenny Liu         | Ricky He                | Baráth István                                | Főszerep | Főszerep     | Főszerep     |
| Kristi Miller     | Chloe Van Landschoot    | Pánics Lilla                                 | Főszerep | Főszerep     | Főszerep     |
| Fatima Hassan     | Pegah Ghafoori          | Kardos Eszter                                | Főszerep | Főszerep     | Főszerep     |
| Ellis Stevens     | Corteon Moore           | Gacsal Ádám                                  | Főszerep | Főszerep     | Főszerep     |
| Julie Matthews    | Hannah Cheramy          | Laudon Andrea                                | Főszerep | Főszerep     | Főszerep     |
| Ethan Matthews    | Simon Webster           | Rostás Ábel (1. hang) Endrődi Regő (2. hang) | Főszerep | Főszerep     | Főszerep     |
| Sara Myers        | Avery Konrad            | Mikita Dorka Júlia                           | Főszerep | Főszerep     | Főszerep     |
| Nathan Myers      | Paul Zinno              | Pásztor Tibor                                | Főszerep |              |              |
| Tian-Chen Liu     | Elizabeth Moy           |                                              | Főszerep | Főszerep     | Főszerep     |
| Tillie            | Deborah Grover          | Bessenyei Emma                               |          | Főszerep     | Főszerep     |
| Bakta             | Angela Moore            | Tóth Szilvia                                 |          | Főszerep     | Főszerep     |
| Marielle Sinclair | Kaelen Ohm              | Nagy Katica                                  |          | Főszerep     | Főszerep     |
| Randall Kirkland  | A.J. Simmons            | Kádár-Szabó Bence                            |          | Főszerep     | Főszerep     |
| Elgin Williams    | Nathan D. Simmons       | Weigert Viktor                               |          | Főszerep     | Főszerep     |
| Henry Kavanaugh   | Robert Joy              | Dézsy Szabó Gábor                            |          |              | Főszerep     |
| Dani Acosta       | Samantha Brown          |                                              |          |              | Főszerep     |

## Epizódok
| Évad | Évad | Epizódok | Eredeti sugárzás     | Eredeti sugárzás   | Eredeti adó      | Magyar sugárzás   | Magyar sugárzás    | Magyar adó |
| Évad | Évad | Epizódok | Évadpremier          | Évadfinálé         | Eredeti adó      | Évadpremier       | Évadfinálé         | Magyar adó |
| ---- | ---- | -------- | -------------------- | ------------------ | ---------------- | ----------------- | ------------------ | ---------- |
|      | 1    | 10       | 2022. február 20.    | 2022. április 10.  |                  | 2023. május 7.    | 2023. július 9.    |            |
|      | 2    | 10       | 2023. április 23.    | 2023. június 25.   |                  | 2023. október 15. | 2023. december 17. |            |
|      | 3    | 10       | 2024. szeptember 22. | 2024. november 24. | 2025. január 12. | 2025. március 16. |                    |            |